# Катастрофа BAC 1-11 в Блоссберге
Катастрофа BAC 1-11 в Блоссберге — авиационная катастрофа, произошедшая 23 июня 1967 года. Авиалайнер BAC 1-11-204AF авиакомпании Mohawk Airlines выполнял внутренний рейс MO40 по маршруту Сиракьюс—Элмайра—Вашингтон, но через 7 минут после вылета из Элмайры частично разрушился в воздухе и рухнул на землю около Блоссберга. Погибли все находившиеся на его борту 34 человека — 30 пассажиров и 4 члена экипажа.

## Самолёт
BAC 1-11-204AF (регистрационный номер N1116J, серийный 098) был выпущен 1 августа 1966 года. В том же месяце был передан авиакомпании Mohawk Airlines, в которой получил имя Discover America. Оснащён двумя турбореактивными двигателями Rolls-Royce Spey 506-14. На день катастрофы налетал 2246 часов.

## Экипаж
Самолётом управлял опытный экипаж, его состав был таким:
- Командир воздушного судна (КВС) — 43-летний Чарльз Е. Буллок (англ. Charles E. Bullock). Очень опытный пилот, управлял самолётами Douglas DC-3, Convair CV-240, -340 и -440, а также Martin M-202[англ.] и M-404[англ.]. Налетал 13 875 часов, 603 из них на BAC 1-11.
- Второй пилот — 33-летний Трой Е. Рудесилл (англ. Troy E. Rudesill). Опытный пилот, налетал 4814 часов, 677 из них на BAC 1-11.

В салоне самолёта работали две стюардессы:
- Гейл Сарделл (англ. Gale Sardelle), 21 год. В Mohawk Airlines с 13 февраля 1966 года.
- Вирджиния Бангерт (англ. Virginia Bungert), 21 год. В Mohawk Airlines с 21 мая 1965 года.

## Расследование
Расследование причин катастрофы рейса MO40 проводил Национальный совет по безопасности на транспорте (NTSB).
Окончательный отчёт расследования был опубликован 18 апреля 1968 года.